# Syndrome de Rokitansky-Küster-Hauser
Pour les articles homonymes, voir Rokitansky.
 Mise en garde médicale
Le syndrome de Rokitansky-Küster-Hauser, de Mayer-Rokitansky-Küster-Hauser (MRKH) ou agénésie de Müller est une forme d'intersexuation qui se définit par une absence congénitale totale ou partielle de vagin et d'utérus (atrésie vaginale) mais avec des trompes et des ovaires normaux. Il doit son nom au travail inaugural de Mayer (es) (1829), suivi de ceux de Karel Rokitansky (1838), de Küster (1910) et de Hauser (1958). 

## Autres noms
Le syndrome porte habituellement le nom des quatre savants qui l'ont décrit les premiers : Mayer en fit une première description publiée en 1829, repris par von Rokitansky, Küster en 1910 puis Hauser et al. dans les années 1960,. Il est également parfois appelé :
- Uterus bipartitus solidus rudimentarius cum vagina solida ;
- absence congénitale d'utérus et de vagin ;
- malformation de Klippel-Feil, voies génitales borgnes et absence de vagin ;
- anomalie MRK, anomalie MRKH ou syndrome MRKH ;
- dysgénésie-aplasie müllerienne ;
- association MURCS[1] ;
- séquence de Rokitansky ;
- etc.

## Épidémiologie
La prévalence du syndrome MRKH est estimée à une naissance féminine sur 4 000.
Contrairement à de nombreuses autres formes d'intersexuation, il n'est pas associé à la présence de caractères sexuels masculins.

## Diagnostic
Le diagnostic se fait typiquement à la puberté chez une jeune fille présentant une puberté normale (apparition d'une poitrine et pilosité), mais sans qu'apparaissent de menstruations. Cette aménorrhée primaire ne s'accompagne classiquement d'aucune douleur.
Le vagin peut être peu développé ou absent, rendant la pénétration vaginale difficile et douloureuse, ou impossible.
Des malformations associées, notamment des corps vertébraux cervicothoraciques dans la forme MURCS, peuvent occasionner des scolioses, dans 11 % des cas.
Autrefois la certitude du diagnostic exigeait une cœlioscopie pour affirmer l'absence d'utérus. Maintenant, devant une suspicion de cette pathologie par absence de vagin à l'examen clinique, une échographie permet le plus souvent de faire le diagnostic.
Une mutation du gène WNT4 (en) situé sur le chromosome 1p35 a été mise en évidence en 2004. Cette mutation a été décelée chez 3 sœurs porteuses de cette pathologie[réf. souhaitée]. Cet allèle est de transmission récessive ce qui signifie qu'une malade a les deux allèles du gène mutés, reçus de chacun des parents. La mère, n'étant pas malade, possède un allèle sain qui s'exprime mais c'est l'allèle muté qu'elle a transmis à sa fille. Le père de son côté a transmis lui aussi un gène muté.
Wnt-4 ne semble cependant pas intervenir dans la transmission du syndrome MRKH,. D'autres gènes candidats sont à l'étude, notamment par le Programme de recherche sur les aplasies müllériennes (PRAM). Des chercheurs du PRAM ont récemment mis en évidence qu’un des gènes responsables du MRKH était situé à l’une des extrémités du chromosome 4.

## Traitement et prise en charge
Dans une étude menée par entretiens avec 49 femmes en Allemagne, 90 % des personnes concernées par le syndrome déclaraient que le contact avec d'autres personnes concernées avait été bénéfique, sans qu'il soit possible d'établir une corrélation significative entre la fréquence des contacts et le niveau de détresse psychologique.
Les médecins peuvent conseiller d'utiliser des dilatateurs vaginaux, ou la chirurgie telle que la greffe d'utérus, pour permettre le coït. La réalisation trop rapide d'une chirurgie, notamment pour créer un vagin, pourrait avoir un impact traumatique chez les adolescentes,.